# Carine Kasparian
Pour les articles homonymes, voir Kasparian.
Carine Kasparian est une conteuse, comédienne, poète et sémiologue d'origine franco-corso-arménienne. Profondément humaniste, ses recherches et ses ecrits portent sur la part de mystère qui habite le vivant. Elle a participé à la création et au développement de la Fabuleuse Nuit du conte, de la grande Virée des Semeurs de Contes, du balai des conteurs et du Bal des ménestrels. Elle vit actuellement au Québec.

## Biographie
« Dans l’enfance, Carine a été happée par les montagnes qui se jettent dans la mer de sa Corse d’adoption, par le vent fougueux qui nettoie et emporte tout et par le silence si vaste qu’il fait jaillir la Parole inattendue, celle qui vient d’ailleurs. C’est peut-être pour garder mémoire de ces paysages-là, que des histoires ont émergé. Des poèmes aussi pour y inscrire la trace du vent. Et le conte, pour qu’histoire et poème deviennent êtres vivants. »
Après des études de mathématique et de physique dans le but de devenir une astronome, Carine Kasparian réoriente sa carrière. « Elle a choisi une voie plus directe pour toucher les étoiles. Ne plus observer les atomes de loin, mais devenir elle-même électron libre. » En 2003, elle reçoit une formation en théâtre de trois ans à l'École le QG par les professeurs Daniel Berlioux, Pascale Mariani, Gregory Questel et Raphaël Frejac. En 2005, elle est formée au conte au Conservatoire Paul Dukas à Paris avec Gilles Bizouerne. En 2017, elle complète sa formation en se concentrant sur les arts lyriques. Elle a également fait son doctorat en sémiologie à l'Université du Québec à Montréal.
Elle a monté plusieurs spectacles de contes. Certains pour les plus petits, d'autres pour les adultes. Elle diversifie son répertoire pour s'adapter à tous les publics. Dans les spectacles qu'elle a faits, on compte : L'Échappée du silence, Les Souffleurs de Bulles, Truculation urbaine, Entre nuit et jour, Sur le fil de l'instant, ainsi que Les chants du vent.
Elle a fait paraître aux côtés d'Ariane Labonté, Céline Jantet, Jérôme Bérubé, Paul Bradley et Nicolas Rochette, un recueil de contes intitulé Nouvelle vague. Contes contemporains aux Éditions Planète rebelle,,.
Avec Franck Sylvestre, elle a créé et développé la Fabuleuse Nuit du Conte, un festival organisé autour de la musique et du conte et qui a lieu en juin à Montréal. Elle a également participé à la création du Bal des ménestrels, au Balai des conteurs ainsi qu'à la grande virée des Semeurs de contes.
Elle a participé à de nombreux festivals de contes, p le festival de contes de Baden en Bretagne (France), Le festival les Belles Histoires à Montpellier (France) Le festival les jours sont contés en Estrie (Québec), Le Rendez-vous des Grandes Gueules à Trois-Pistoles (Québec). Le festival Contes et Musique dans la cité (Martinique), Le festival Contes en Iles aux iles de la madeleine, la fête du conte à Cucugnan (France), le festival interculturel du conte à Montréal, le festival des Laurentides (Québec), etc.
Elle est membre de l'Association nationale des éditeurs de livres (l'ANEL).

## Œuvres

### Ouvrages
● Le mythe réfléchi dans la montagne de Baya, analyse sémiologique des jeux de miroirs, Paris V, 253 pages.
● L’évolution des systèmes d’écriture vers le principe alphabétique, Paris V.
● De l’évènement au mythe , analyse sémiologique des jeux de miroirs, Paris V, 170 pages.

### Ouvrages collectifs
- Nouvelle vague. Contes contemporains. (et al.), Montréal, Planète rebelle, coll. « Parole », 2018, 152 p.  (ISBN 9782924797143)
- Écriture d’une vingtaine de textes pour la scène ou publiés dans différents ouvrages collectifs (dans les éditions d’Aleph, de Laudes et Gès édition).